# Le Club des miracles relatifs
Le Club des miracles relatifs est un roman écrit en français par l'écrivaine franco-canadienne Nancy Huston publié le 6 avril 2016 aux éditions Actes Sud.

## Éditions
- Actes Sud, 2016  (ISBN 978-2-330-06069-5).